# Santo Tomás Atzingo
Santo Tomás Atzingo, eller bara Atzingo, är en ort i Mexiko, tillhörande kommunen Tlalmanalco i delstaten Mexiko. Santo Tomás Atzingo ligger i den centrala delen av landet och tillhör Mexico Citys storstadsområde. Orten hade 2 151 invånare vid folkräkningen 2010, och var fjärde största ort i kommunen sett till befolkning.